# Interiør fra Strandgade 30
Interiør fra Strandgade 30 er et maleri af Vilhelm Hammershøi i hans vanlige stil med afdæmpede farver.
Maleriet viser interiør fra Hammershøis hjem i Strandgade 30 på Christianshavn, hvor hustruen Ida Ilsted, vindue og dør ses. Solstråler falder igennem det sprossede vindue og ned på gulvet.
Maleriet er fra 1900.
Maleriet blev tidligere i 1960 solgt på Bruun Rasmussens auktion for 9.600 kroner. Interiør fra Strandgade 30 kom igen på auktion hos Bruun Rasmussen i november 2019.
Her satte det med et hammerslag på 31,5 millioner kroner rekord for det dyreste maleri solgt på en dansk auktion.
Flere andre Hammershøi-malerier er variationer over samme motiv.
- Måneskin, Strandgade 30, 1900–1906, Metropolitan Museum of Art.
- Stue i Strandgade med solskin på gulvet, 1901, Statens Museum for Kunst.
- Støvkornenes dans i solstrålerne, 1900, Ordrupgaard.